# Ln (Unix)

ln — команда Unix, создающая жёсткую ссылку или символьную ссылку на файл.
Формат команды:
```
ln
 файл имя_ссылки
# создаётся «жёсткая» ссылка (hard link)

ln
 -s файл имя_ссылки
# создаётся «символьная» ссылка (symbolic link)
```

Эта команда создаёт жёсткую ссылку на файл «файл1», которая будет выглядеть и располагаться как «файл2». Таким образом для файловой системы заданный файл «файл1» и ссылка на него «файл2», на самом деле физически будут являться одним и тем же файлом. Жесткая ссылка не может указывать на файл, расположенный на другом дисковом разделе. Также невозможно создать жёсткую ссылку на каталог.
Если создаётся символьная ссылка (используя ключ «-s»), то при этом файла «файл1» может и не существовать. Символьная ссылка с именем «файл2» всё равно будет создана. Пример:
```
ln -s /media/home/ed /home
# будет создана символьная ссылка в каталоге «/home» на каталог «/media/home/ed».
```